# Двор (ТВ емисија)
Двор је српски ријалити-шоу који се од 16. јануара до 11. марта 2011. приказивао на каналу РТВ Пинк. Циљ учесника овог ријалитија је да за неколико месеци покушају да превазиђу сва избацивања како би дошли до финалне епизоде ријалитија, у којој ће покушати освојити прво место и новчану награду.

## Сезона 1 (2011)
- Прва сезона Двора почела је 16. јануара 2011, а завршила се 11. марта 2011. године. Трајала је 54 дана, тј. 7 недеља.
- Победник прве сезоне је, Иван Ивановић Ђус, док је Данијел Павловић освојио друго место. Ђус је освојио главну награду од 60.000€ као и бројне друге поклоне.

### Учесници
- Тамара Тодевска
- Пеца Брзаковић
- Нина Воркапић
- Немања Николић
- Мина Костић
- МС Стојан
- Манел Јелић
- Беби Дол
- Лепа Лукић
- Лана Токовић
- Јоца Стефановић
- Јелена Маринков
- Изворинка Милошевић
- Игор Костић
- Фико Курсаџијe
- Драгана Трипић
- Дени Бонештај
- Дејан Милићевић
- Дејан Цукић
- Данијел Павловић
- Амел Ћеман Ћемо
- Ванеса Шокчић
- Иван Ивановић Ђус